# Manning
Manning là một đô thị thuộc bang Oberösterreich, Áo. Đô thị Manning có diện tích 10 km², dân số thời điểm 31 tháng 12 năm 2005 là 833 người.